# Sevilla (Bohol)
Sevilla (Bayan ng Sevilla) är en kommun i Filippinerna. Kommunen tillhör provinsen Bohol och ligger på ön med samma namn. Folkmängden uppgår till 10 281 invånare.
Sevilla är indelat i 13 barangayer.